# 初音みう
初音 みう（はつね みう、1983年1月22日 - ）は、日本のアーティスト、タレント。
元ベンヌ所属。横浜商科大学卒業。

## 人物
- 出生は東京都、後に神奈川県へ転出
- 趣味:いたずら、カフェめぐり、音楽（ライブに行く）、食べ歩き、より道、お墓参り
- 特技:いたずら
- 大学では軽音楽部に所属し、バンドを結成
- 2007年グラビア・レースクイーン活動を引退
- 2008年アーティスト名“Miu.”として始動。
- 初音みう名義は、ボーカロイド『初音ミク』の登場前からである。後に『初音ミク』が使用された楽曲をカバーしている[1]。
- 2009年「恋のから騒ぎ(NTV系)」16期生『宮川雅美』として出演。

## 来歴
- (受賞年度不詳）ミスキャンパスグランプリ
- 2004年 スカウトを受け、ワンエイトプロモーションへ所属（芸名「宮川マサミ」）。
- 2004年 JGTC SSRレースクイーン
- 2005年-2006年 スーパー耐久 ゼナドリンレースクイーン
- 2006年1月 RACE QUEEN OF THE YEAR 2005 特別賞（GRAPHY賞）
- 2006年 SUPER GT ライフワーク BOMEX ギャルズ
- 2006年 オートギャラリー東京2006 イメージガール「SEA QUEEN」
- 2006年 F1 Mildseven Renault「7even Cute（セブンキュート）」
- 2007年1月 RACE QUEEN AWARD 2007 審査委員特別賞・ブログ賞
- 2007年3月 ワンエイトプロモーションを退所
- 2008年 アーティストデビュー
- 2008年9月 J-WAVEラジオ 「ROCKETMAN SHOW」にてROCKETMAN(ふかわりょう)とのコラボ曲「LIFE IS THE MUSIC AND LOVE」を発表
- 2008年11月 1stミニアルバム『乙女ダンス type:01』をリリース（『初音ミク』使用曲「みくみくにしてあげる♪【してやんよ】」のカバー曲を収録[1]）

## 出演
TV
- やりすぎコージー（テレビ東京）- やりすぎガールとしてレギュラー出演
- 誘惑のマーメイド（MONDO21）

CM
- キリンビバレッジ「NUDA」（2006年5月）

広告
- O-net

映画
- バッシュメント（2005年）

インターネット配信
- ビクター サウンドカフェTV

## 作品
DVD
- Sweet Days（2005年3月 RPP-020 ビーエムドットスリー）
- CUTE QUEEN〜レースクイーンの女神たち〜（2005年8月 MADS-00026 エイベックス・エンタテインメント）
- RACE QUEEN SCRAMBLE レースクイーンの女神たち2005 Special Edition Vol.1（2005年8月 MADS-00027 エイベックス・エンタテインメント）
- Romantic Mode（2005年12月 ICFA-095 ビーエムドットスリー）
- SUPER STAR（2006年2月 ICFA-117 ビーエムドットスリー）
- Rainbow（2006年4月 JMDV-100 日本メディアサプライ）
- 貴方にサプリ 2ndシーズン #1 完全版（2006年5月 SPEED JAX）
- オートギャラリー東京2006イメージガールスペシャル「memorial2006」（2006年7月 APDV-00008 アポロコミュニケーション）

CD
- オートギャラリー東京2006 PRESENTS「DRIVE ON」GRAND DANCE TRAX（2006年6月 TOCP-64327 東芝EMI ※SeaQueen名義）